# Valle Fértil (departamento)
 Valle Fértil é um departamento da Argentina, localizado na 
província de San Juan.